# Alain III de Rohan
Pour les articles homonymes, voir Alain de Rohan, Alain et Rohan.
Alain III de Rohan (vers 1135.1140 - 1195), fils d'Alain II de Rohan, fut vicomte de Rohan.

## Biographie
Alain III épousa vers 1160 Constance de Penthièvre, fille d'Alain le Noir, comte de Penthièvre et seigneur d'Avaugour, et de Berthe, duchesse de Bretagne, dont il eut :
- Alain IV de Rohan, né vers 1166 ;
- Guillaume, attesté en 1184 et 1205 ;
- Marguerite, épouse d'Hervé Ier de Léon ;
- Alix de Rohan ;
- Josselin de Rohan (mort en 1251), seigneur de Noyal, régent de la vicomté de Rohan en 1235, époux de Mahaud de Montfort, dame de Montfort et de Boutavan (1235-1279)[2] ;
- Constance de Rohan mariée à Eudon de Pontchâteau.

Avec Constance, il est à l'origine de la construction de l'Abbaye Notre-Dame de Bon-Repos en 1184.
Constance meurt à une date inconnue après le 23 juin 1184 et Alain se remarie avec une certaine Françoise de Corbey.

## Armoiries
| Blason | Blasonnement : De gueules à sept macles d'or, posées 3, 3, 1. |